# Península de Turner
A península de Turner é uma península no sul da Serra Leoa, com cerca de 110 km de comprimento. Foi ocupada pelos britânicos de 1825 até à independência do país e está habitada ao longo da sua extensão.